# Etrog

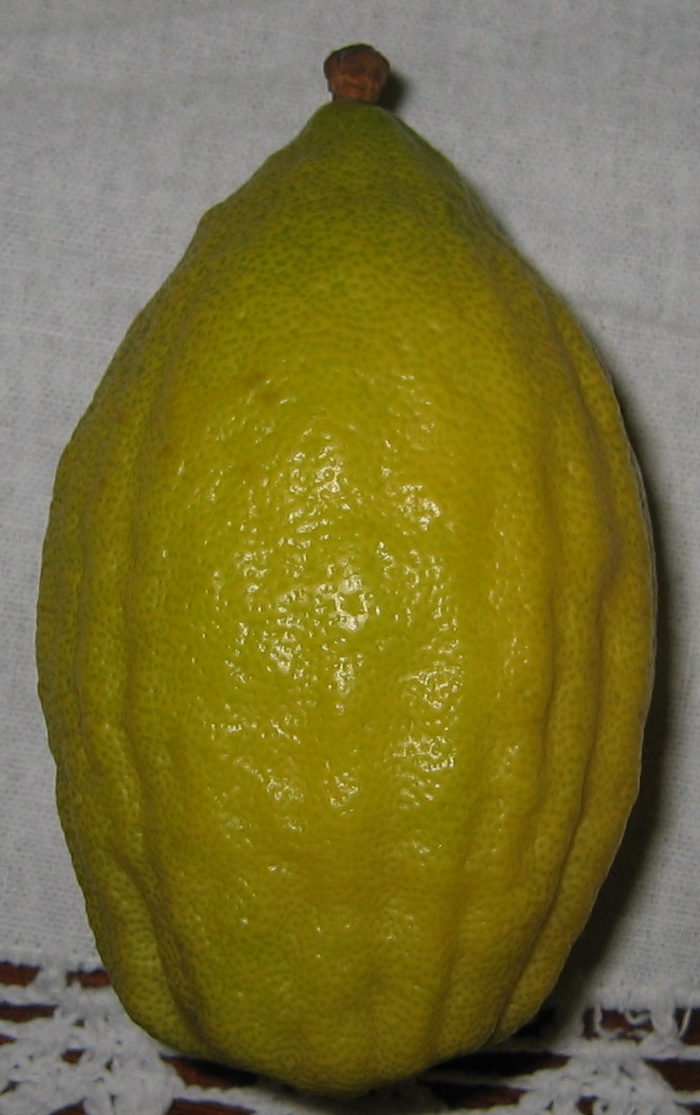
Etrog.

Etrog eller etrogcitron (Citrus medica var. etrog) är en variant av citrusfrukten suckatcitron, som brukas vid sukkot, den judiska lövhyddohögtiden.